# Oak Grove Cemetery
Oak Grove Cemetery är en begravningsplats i Lexington, Virginia.
Begravningsplatsen ligger ungefär en kilometer från Virginia Military Institute. Den kallades tidigare den presbyterianska kyrkogården, men är numera uppkallad efter Stonewall Jackson vilken är begravd här.

## Gravar
Förutom Oak Grove och hans familj är här även gravsatta:
- John Letcher
- James McDowell
- Absalom Willis Robertson